# Pierre-Victor Malouet
Pierre-Victor Malouet (* 11. Februar 1740 in Riom; † 7. September 1814 in Paris) war während des Ancien Régime ein hoher königlicher Beamter in den Kolonien und der Marineverwaltung. Zu Beginn der Französischen Revolution war er einer der Wortführer der gemäßigten Monarchisten in der Konstituante. Er musste emigrieren, kehrte zur Zeit Napoleons nach Frankreich zurück und war unter Ludwig XVIII. Marineminister.

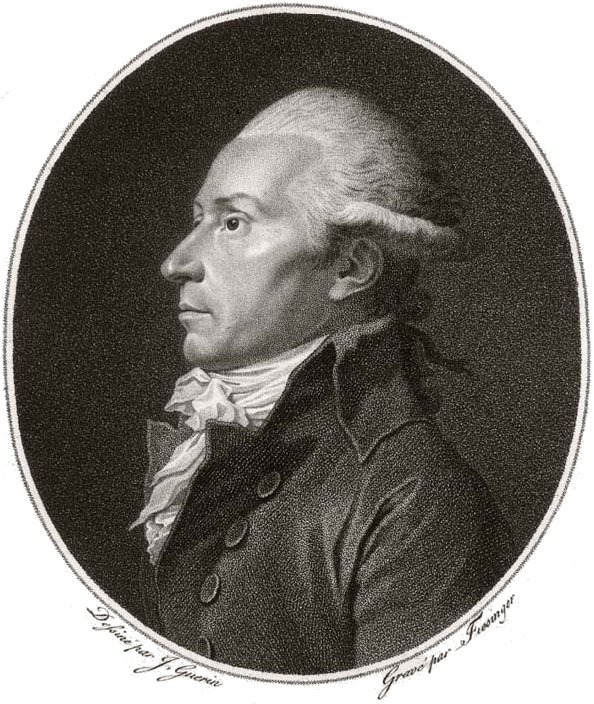
Pierre-Victor Malouet

## Leben
Er war Sohn eines Rechtsanwaltes. Anfangs spielte er mit dem Gedanken in einen Orden einzutreten, studierte dann aber Rechtswissenschaften. Daneben schrieb er Gedichte und Komödien. Nach dem Abschluss seiner Studien nahm er eine Stelle bei der französischen Gesandtschaft in Lissabon an. Nach der Abberufung des dortigen Gesandten, kehrte er mit diesem nach Frankreich zurück und trat in die Verwaltung der Armee ein. Nach dem Friedensschluss von 1763 wechselte er zur Marine und wurde Kommissar in Rochefort. Dort sollte er die Überfahrt von Kolonisten nach Guayana vorbereiten. Im Jahr 1767 wurde er nach Santo Domingo entsandt. Ein Jahr später war er dort Marine-Intendant. In dieser Zeit begann er auch wieder zu schreiben. In den fünf Jahren in den Kolonien sammelte er Informationen, die er später in einem Buch über die Verwaltung der Kolonien verwandte. Er heiratete und erwarb mehrere Zuckerrohrplantagen.
Im Jahr 1774 kehrte Malouet nach Frankreich zurück. Eine kurze Zeit diente er der Schwester des Königs als Sekretär, ehe er nach Cayenne geschickt wurde, um die Kolonie zu einem Aufschwung zu verhelfen. Die Zahl der Siedler konnte erhöht und die Kolonie zu Wohlstand gebracht werden. Als er zu Beginn des Krieges mit Großbritannien 1779 nach Frankreich zurückkehren wollte, wurde sein Schiff gekapert und Malouet nach England gebracht. Kurze Zeit später wurde er wieder frei gelassen. Im Jahr 1780 wurde er Marine-Intendant in Toulon.
Er wurde für den Dritten Stand in Riom in die Generalstände von 1789 gewählt. Er plädierte für Reformen nach dem Vorbild von Großbritannien. Insgesamt wurde er ein Wortführer der gemäßigten Monarchisten. Zwar hat er auch die Vereinigung der drei Stände gefordert, aber als der Dritte Stand sich zur Nationalversammlung erklärte, widersprach er heftig. In der Verfassungsdiskussion hat er die Einführung des Suspensivvetos befürwortet, lehnte aber die Erklärung der Menschenrechte ab. Nach dem Zug der Marktfrauen (Poissarden) nach Versailles Anfang Oktober 1789 beklagte er die Aufreizung des Volkes gegen einzelne Abgeordnete. Er selbst wurde in dieser Zeit vielfach angefeindet. Der Wunsch nach einer Zensur der aufhetzenden Schriften hat sich auch Mirabeau widersetzt. Kurze Zeit später hat er aber Malouet gegen die Beschuldigungen einer Untersuchungskommission unterstützt. Er hat sich seinerseits an der Kritik gegen Jean Paul Marat beteiligt. Auch brachte er ein Dekret gegen Camille Desmoulins durch.
Angesichts der Unruhen plädierte er Anfang 1790 dafür, dem König vorübergehend umfassende Kompetenzen zu geben. In einer harten Debatte wurde dieser Antrag abgelehnt. Unter Einschränkungen war er zu einer Nationalisierung des Kircheneigentums bereit. Das Papiergeld der Assignaten lehnte er ab. Gegen den wachsenden Einfluss der Jakobiner gründete er mit anderen den Klub der Unparteiischen. Von der Öffentlichkeit wurde er als Monarchistenklub angesehen und wurde kurze Zeit später zur Auflösung gezwungen.
Auch noch nach der Flucht nach Varennes blieb er ein Anhänger einer konstitutionellen Monarchie. Er verband sich mit Guillaume Thomas François Raynal. Ludwig XVI. setzte immer stärker sein Vertrauen in Malouet. Im Jahr 1792 konnte er nur mit Mühe dem Septembermassaker entkommen und floh nach England. Dort veröffentlichte er eine Schrift zur Verteidigung des Königs. Sein Angebot, zur Verteidigung Ludwig XVI. zurückzukehren, blieb. Im Exil veröffentlichte er seine Briefe über die Revolution.
Im Jahr 1801 kehrte er nach Frankreich zurück. Er arbeitete erneut für die Marineverwaltung und wurde mit dem Ausbau des Hafens von Antwerpen beauftragt. Aus gesundheitlichen Gründen bat er um seine Ablösung. Nach Verwendung an anderer Stelle wurde er 1810 Mitglied des Staatsrates. Allerdings zog er sich die Ungnade Napoleons zu. Er verlor 1812 sein Amt und wurde aus Paris verbannt. Er lebte auf einem ihm gehörenden Gut. Zu Beginn der Restauration trat er wieder in das Marineministerium ein und wurde kurze Zeit später von Ludwig XVIII. zum Marineminister ernannt. Nur wenige Monate später starb er.

## Werke
- Mémoire sur l'esclavage des nègres: dans lequel on discute les motifs proposés pour leur affranchissement, Neuchâtel, 1788
- Instructions pour les députés du Tiers-État aux États-généraux: proposés par les députés de la ville de Riom, s.l, 1789
- Lettre de M. Malouet, député d'Auvergne, à ses commettans, 1789
- Mémoire de M. Malouet, intendant de la marine, sur l'administration de ce département, 1789
- Opinion de M. Malouet, sur le commerce de l'Inde, s. l, s. d.
- Lettre de M. Malouet à M. de Montjoye, auteur de l'"Histoire de la Révolution", 1791
- Examen de cette question, "Quel sera pour les colonies de l'Amérique le résultat de la Révolution françoise, de la guerre qui en est la suite, & de la paix qui doit la terminer, Londres, 1797
- Mémoires de Malouet. publiés par son petit-fils, le baron Malouet, Paris, édition de 1874.
- Beschreibung der westindischen Insel San-Domingo. Weimar 1808. (Digitalisat)
- Briefe über die Revolution. Leipzig 1793. (Digitalisat)